# Vapor Trail
Vapor Trail: Hyper Offense Formation (空牙：行动代号?, Kuuga: Operation Code Vapor Trail) è un videogioco arcade sparatutto a scorrimento sviluppato nel 1989 da Data East. Fu pubblicato nel 1991 anche per Sega Mega Drive con il titolo Vapor Trail. È il primo gioco di una trilogia che comprende Wolf Fang e Skull Fang.

## Trama
Nel 1999 un'organizzazione terroristica di nome DAGGER minaccia la città di New York. Un'unità speciale di nome Vapor Trail tenterà di fermare il pericolo nucleare.